# Myotis csorbai
Myotis csorbai — вид роду Нічниця (Myotis).

## Поширення, поведінка
Цей вид є ендеміком західного Непалу, де він відомий тільки з типової місцевості з висоти 1300 м над рівнем моря в субтропічному лісі.